# ان بی دیویس
ان بی دیویس (انگلیسی: Ann B. Davis؛ ۵ مهٔ ۱۹۲۶ – ۱ ژوئن ۲۰۱۴) یک هنرپیشه اهل ایالات متحده آمریکا بود. وی بین سال‌های ۱۹۵۳ تا ۱۹۹۷ میلادی فعالیت می‌کرد.